# Михайлов, Николай Васильевич (дирижёр)

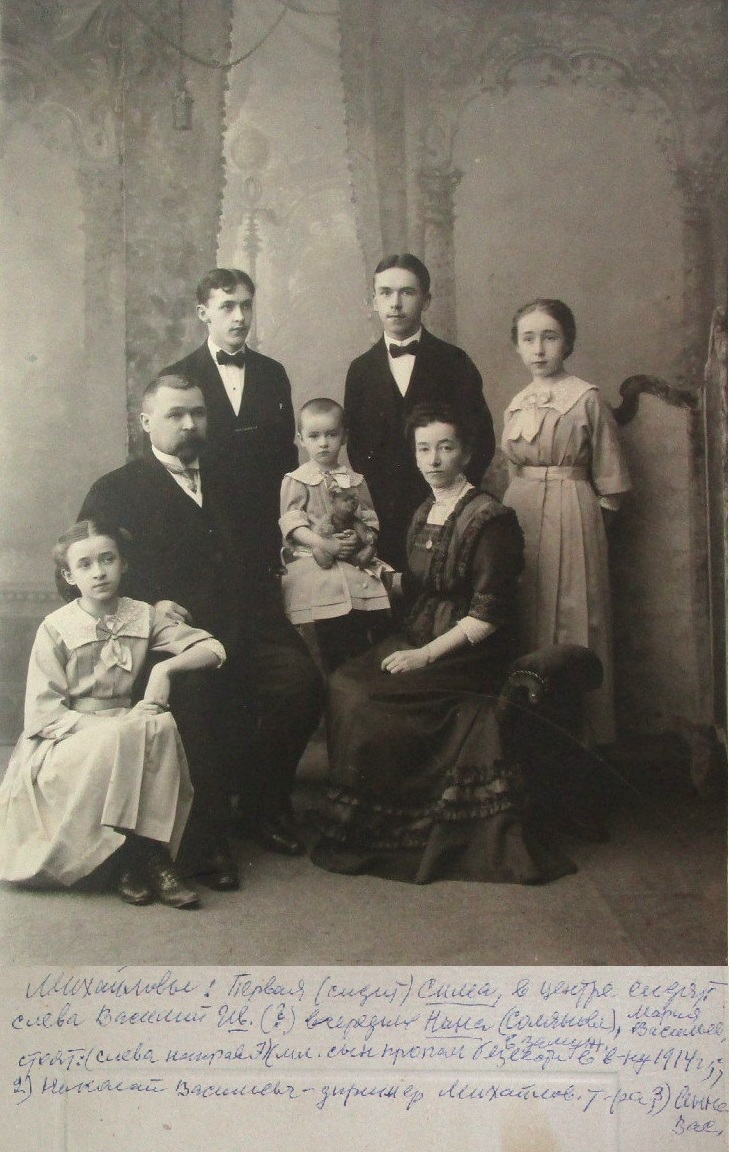
Михайлов Николай Васильевич стоит в центре.

Никола́й Васи́льевич Миха́йлов (1892—1962) — российский хоровой и симфонический дирижёр, профессор Ленинградской консерватории.
Родился в Петербурге, в семье ремесленника. Первоначальное образование получил в инструментальных классах Придворной певческой капеллы, которые окончил в 1912 по классу альта. Играл в оркестрах Ленинграда — Театре музыкальной драмы (1912–1918), в Мариинском театре (1918–1925), в Ленинградской филармонии (1918–1928). В 1921, продолжая работать, поступил в Ленинградскую консерваторию и закончил её в 1926 по классу симфонического дирижирования Э. Купера и Н. Малько. Дирижировал симфоническими оркестрами Ленинграда, Москвы, Киева, Харькова, Минска.
В Ленинградской консерватории работал с 1934. Сначала заведовал кафедрой народных инструментов, преподавал дирижирование, руководил оркестровым классом. С 1943 на дирижёрско-хоровом факультете вёл класс хорового дирижирования, класс хоровых переложений, а также некоторое время руководил общевузовским хором. С 1951 по 1955 возглавлял кафедру симфонического дирижирования, а с 1958 до конца жизни заведовал кафедрой хорового дирижирования.
Среди учеников Н. В. Михайлова — П. И. Нечепоренко, А. В. Михайлов, Б. М. Ляшко, В. В. Самсоненко, Ю. П. Кустов, С. Ф. Грибков, И. С. Дмитренко, Л. А. Григорьев, Г. С. Леонова, Ж. Айдаров, И. В. Никитин, А. И. Крылов.

## Награды
- Орден «Знак Почёта» (17 ноября 1949 года)[1].